# 1080 Orchis
1080 Orchis è un asteroide della fascia principale del diametro medio di circa 23,28 km. Scoperto nel 1927, presenta un'orbita caratterizzata da un semiasse maggiore pari a 2,4189346 UA e da un'eccentricità di 0,2589128, inclinata di 4,58748° rispetto all'eclittica.
Il suo nome fa riferimento alle piante del genere Orchis.